# 요천
요천(蓼川)은 섬진강의 지류들 중 하나로서 전북특별자치도 장수군 장안산(1237m)과 팔공산(1151m)에서 발원해 전북특별자치도 남원 분지에 있는 남원시의 중앙부를 지나 남원시 금지면 하도리에서 섬진강으로 흘러들어가는 전북특별자치도의 강이다. 하천연장은 60.03km이며, 유역면적은 485.70km2이다. 하천 주위에 여뀌꽃이 많이 핀다하여 蓼(여뀌 요)川이라 한다.

## 발원지
(길이는 번암면 번암교 기점까지)
- 장수군 장수읍 덕산리 장안산 서쪽 계곡 - 용림천 상류 (길이 약 23 km)
- 장수군 번암면 지지리 장안산, 백운산 사이 계곡 (무릉고개)- 백운천 상류.(길이 약 18 km)
- 장수군 장수읍 대성리 팔공산 남서 계곡 - 요천 상류(길이 약 16 km)

## 지류
강기천, 갈치천, 백암천, 원천천, 주촌천, 광치천, 옥률천, 송내천, 대곡천, 풍촌천,..